# Carlo Bovio
Carlo Bovio (Asti, 1614 – Roma, 1705) è stato un gesuita, poeta e scrittore italiano.

## Biografia
Appartenente alla Compagnia del Gesù, sulla vita di Carlo Bovio si hanno notizie frammentarie e non sempre certe. Secondo alcuni autori, fece parte dell'inquisizione e resse anche il vescovato di Bagnoregio. Certo è che, per la sua maestria nella retorica e nella poesia, fu chiamato a Roma per tenere delle lezioni private al cardinale mecenate Benedetto Pamphilj, parente di Papa Innocenzo X.
Negli ambienti vaticani si mise in mostra, soprattutto, per i suoi componimenti latini, in particolare orazioni, carmi e libretti ad uso di opere di musica sacra, di cui resta una ricca produzione. Tra i suoi scritti più impegnati, particolare fortuna riscossero gli Esempi e i miracoli della SS. Vergine madre di Dio Maria che, narrati dallo stesso padre gesuita nella Chiesa del Gesù e pubblicati in 5 volumi, vennero più volte ristampati.

## Agiografie e Orazioni
- Ignatius insignium, epigrammatum et elogiorum centuriis expressus a Carolo Bouio Soc. Iesu,Tip. Lazzeri, Roma 1655.
- Gregoriana thaumaturgia. Siue naturae, atque artis admiranda Chisiae gentis laudibus illustrata, ac Romae proposita in Gregoriano Societatis Iesu Collegio, Tip. Corbelletti, Roma 1657.
- Esempi e miracoli della ss. Vergine madre di Dio Maria, detti nella chiesa del Gesù in Roma dal p. Carlo Bovio, 5 voll., Komarek, Roma 1672-1700.
- Rhetoricae suburbanum, Tip. Tizzoni, Roma 1676.
- Selecta sacra caelestis patriae Christi Domini divini spiritus deiparae Virginis, et sanctorum, Tip. Zenobi, Roma 1704.

## Carmi e Libretti
- Studium caeleste de D. Thomae Aquinatis ratione studendi carmen a Carolo Bouio e Societate Iesu dictum in Romano eiusdem Societatis Collegio, Tip. Manelfo, Roma 1648.
- De Christi Domini cruciatibus oratio ad S.D.N. Innocentium 10. pont. max. a Carolo Bouio Soc. Iesu. Ipso parasceues die habita in sacello pontificum vaticano, Tip. Corbelletti, Roma 1653.
- Pacis restitutae felicitas. Carmen heroicum Caroli Bouii e Societate Iesu, Tip. Bernabo, Roma 1660.
- Polonus Iosue Ioannes Casimirus Poloniae, Sueciaeque etc. rex inuictissimus musicos inter concentus haeresum, superstitionis, & schismatum domitor, victorque felicissimus acclamatus. Dum Stanislaus Andreas Lubienius cathedralis ecclesiae Cracouiensis canonicus philosophiae, ac theologiae laurea Romae in aula maxima Romani Collegij donaretur, Tip. Lazzari, Roma 1664.
- In funere eminentissimi principis Antonii Barberini S.R.E. cardinalis camerarii &c. Honorarii tumuli ac funebris pompae descriptio, & oratio habita a Carolo Bouio ex Societate Iesu in templo domus professae eiusdem Societatis, Tip. Tinassi, Roma 1671.
- Troiani herois Aeneae iter ad Elysium, carmen allegoricum musicis modis concinnatum, & dictum, dum Benedictus Pamphilius faustissimis, sanctissimisque auspicijs Innocentij 11. pont. max. philosophica, ac theologica laurea in Romano Societatis Iesu Collegio donaretur, Tip. Tizzoni, Roma 1676.